# Gobierno de Paethongtarn Shinawatra
El gobierno de Paethongtarn Shinawatra ejerce el poder ejecutivo de Tailandia, a partir del 3 de septiembre de 2024. Encabezado por la política Paethongtarn Shinawatra, el gobierno está integrado por los partidos políticos Puea Thai (PTP), Bhum Jai Thai (BJT), Partido de la Nación Tailandesa Unida (PRT), Partido Demócrata de Tailandia (PP), Phak Chat Thai Phatthana (PCT), Partido Prachachat (NP), Chart Pattana (CP) y Thai Ruam Palang (TRP).

## Mandato
Este gobierno está dirigido por la primera ministra socialdemócrata Paethongtarn Shinawatra. Está formado y apoyado por una gran coalición entre el Puea Thai (PTP), Bhum Jai Thai (BJT), el Partido de la Nación Tailandesa Unida (PRT), el Partido Demócrata de Tailandia (PP), Phak Chat Thai Phatthana (PCT), el Partido Prachachat (NP), Chart Pattana (CP) y Thai Ruam Palang (TRP). Juntos tienen 321 diputados de 495 de los escaños en la Cámara de Representantes.

## Gabinete ministerial
Puea Thai     Bhum Jai Thai     Partido de la Nación Tailandesa Unida     Partido Demócrata de Tailandia     Kla Tham     Phak Chat Thai Phatthana     Partido Prachachat

### Primera ministra de Tailandia
| Fotografía | Primer ministro         | Período              | Período     | Partido | Partido |
| Fotografía | Primer ministro         | Inicio               | Fin         | Partido | Partido |
| ---------- | ----------------------- | -------------------- | ----------- | ------- | ------- |
|            | Paethongtarn Shinawatra | 16 de agosto de 2024 | En el cargo |         |         |

### Vice Primeros Ministros de Tailandia
| Fotografía | Vice primer ministro      | Período                 | Período             | Partido | Partido |
| Fotografía | Vice primer ministro      | Inicio                  | Fin                 | Partido | Partido |
| ---------- | ------------------------- | ----------------------- | ------------------- | ------- | ------- |
|            | Phumtham Wechayachai      | 3 de septiembre de 2024 | En el cargo         |         |         |
|            | Suriya Juangroongruangkit | 3 de septiembre de 2024 | En el cargo         |         |         |
|            | Pichai Chunhavajira       | 3 de septiembre de 2024 | En el cargo         |         |         |
|            | Anutin Charnvirakul       | 3 de septiembre de 2024 | 19 de junio de 2025 |         | BJT     |
|            | Pirapan Salirathavibhaga  | 3 de septiembre de 2024 | En el cargo         |         |         |
|            | Prasert Jantararuangtong  | 3 de septiembre de 2024 | En el cargo         |         |         |

### Ministros
| Ministerio                                              | Fotografía | Titular                      | Período                 | Período             | Partido | Partido |
| Ministerio                                              | Fotografía | Titular                      | Inicio                  | Fin                 | Partido | Partido |
| ------------------------------------------------------- | ---------- | ---------------------------- | ----------------------- | ------------------- | ------- | ------- |
| Agricultura y Cooperativas                              |            | Narumon Pinyosinwat          | 3 de septiembre de 2024 | 30 de junio de 2025 |         | KT      |
| Agricultura y Cooperativas                              |            | Atthakorn Sirilatthayakorn   | 30 de junio de 2025     | En el cargo         |         | KT      |
| Asuntos Exteriores                                      |            | Maris Sangiampongsa          | 3 de septiembre de 2024 | En el cargo         |         |         |
| Comercio                                                |            | Pichai Naripthaphan          | 3 de septiembre de 2024 | 30 de junio de 2025 |         |         |
| Comercio                                                |            | Jatuporn Buruspat            | 30 de junio de 2025     | En el cargo         |         |         |
| Cultura                                                 |            | Sudawan Wangsuphakijkosol    | 3 de septiembre de 2024 | 30 de junio de 2025 |         |         |
| Cultura                                                 |            | Paetongtarn Shinawatra       | 30 de junio de 2025     | En el cargo         |         |         |
| Defensa                                                 |            | Phumtham Wechayachai         | 3 de septiembre de 2024 | 30 de junio de 2025 |         |         |
| Defensa                                                 |            | Natthapon Nakpanich          | 30 de junio de 2025     | En el cargo         |         |         |
| Desarrollo Social y Seguridad Humana                    |            | Varawut Silpa-archa          | 3 de septiembre de 2024 | En el cargo         |         | PCT     |
| Economía y Sociedad Digital                             |            | Prasert Jantararuangtong     | 3 de septiembre de 2024 | En el cargo         |         |         |
| Educación                                               |            | Permpoon Chidchob            | 3 de septiembre de 2024 | 30 de junio de 2025 |         | BJT     |
| Educación                                               |            | Narumon Pinyosinwat          | 30 de junio de 2025     | 30 de junio de 2025 |         | KT      |
| Educación Superior, Ciencia, Investigación e Innovación |            | Supamas Isarabhakdi          | 3 de septiembre de 2024 | 30 de junio de 2025 |         | BJT     |
| Educación Superior, Ciencia, Investigación e Innovación |            | Sudawan Wangsuphakijkosol    | 30 de junio de 2025     | En el cargo         |         |         |
| Energía                                                 |            | Pirapan Salirathavibhaga     | 3 de septiembre de 2024 | En el cargo         |         |         |
| Finanzas                                                |            | Pichai Chunhavajira          | 3 de septiembre de 2024 | En el cargo         |         |         |
| Industria                                               |            | Akanat Promphan              | 3 de septiembre de 2024 | En el cargo         |         |         |
| Interior                                                |            | Anutin Charnvirakul          | 3 de septiembre de 2024 | 30 de junio de 2025 |         | BJT     |
| Interior                                                |            | Phumtham Wechayachai         | 30 de junio de 2025     | En el cargo         |         |         |
| Justicia                                                |            | Tawee Sodsong                | 3 de septiembre de 2024 | En el cargo         |         | NP      |
| Recursos Naturales y Medio Ambiente                     |            | Chalermchai Sri-on           | 3 de septiembre de 2024 | En el cargo         |         |         |
| Salud Pública                                           |            | Somsak Thepsuthin            | 3 de septiembre de 2024 | En el cargo         |         |         |
| Trabajo                                                 |            | Phipat Ratchakitprakarn      | 3 de septiembre de 2024 | 30 de junio de 2025 |         | BJT     |
| Trabajo                                                 |            | Pongkawin Juangroongruangkit | 30 de junio de 2025     | En el cargo         |         |         |
| Transporte                                              |            | Suriya Juangroongruangkit    | 3 de septiembre de 2024 | En el cargo         |         |         |
| Turismo y Deportes                                      |            | Sorawong Thienthong          | 3 de septiembre de 2024 | En el cargo         |         |         |